# サンガブリエル山脈
サンガブリエル山脈（San Gabriel Mountains）は、アメリカ合衆国カリフォルニア州にある山脈。ロサンゼルスの北に位置している。

## 概要
ロサンゼルスから至近距離にあり、ハイキングやキャンプ、釣りなどのレジャーを楽しむ観光客で賑わう。南側のサンガブリエル・バレーが市街地化している一方で北側は荒涼としたモハーベ砂漠が広がっており、異なる気候帯の境界となっている。

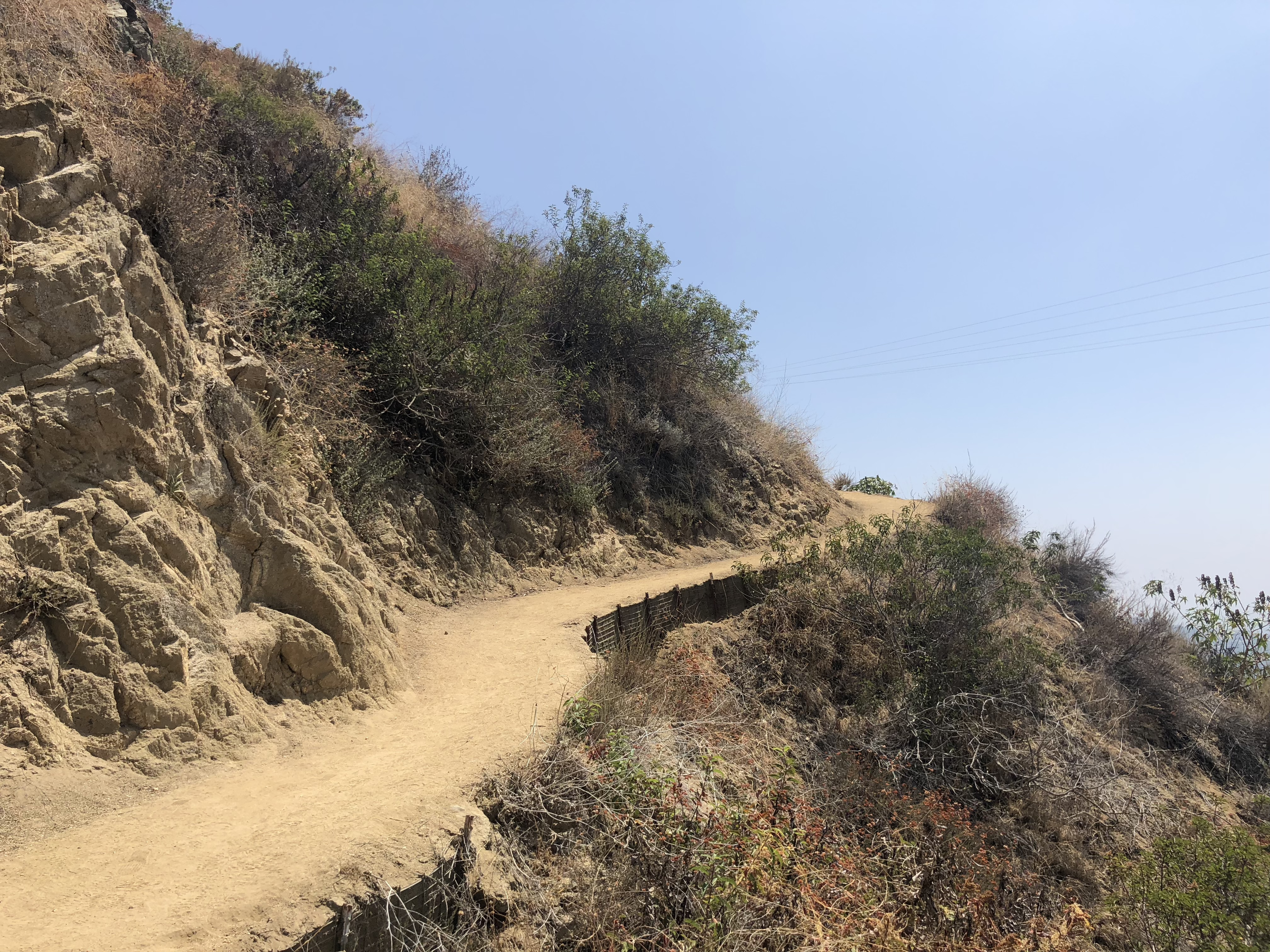
ウィルソン山トレイル
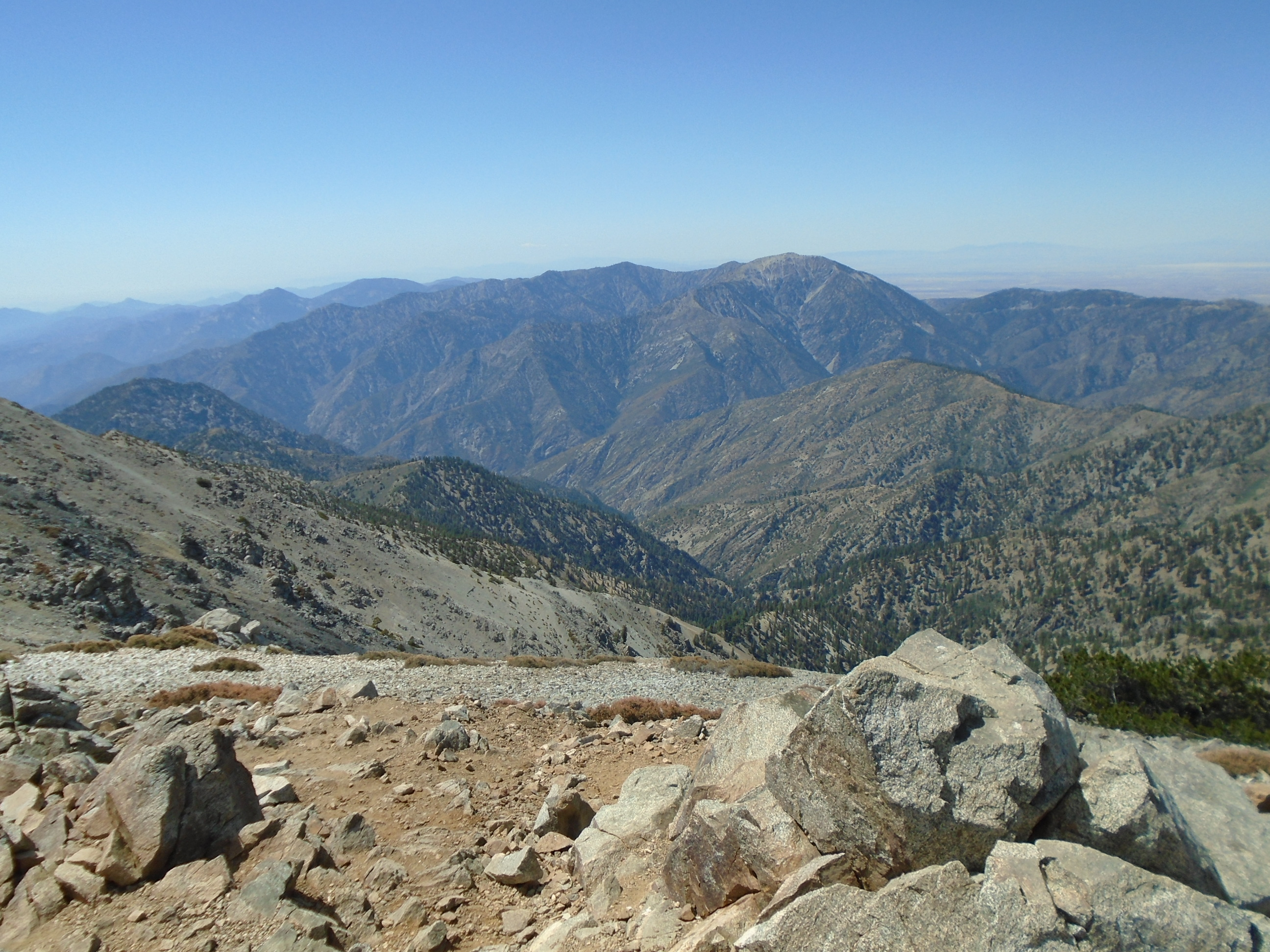
ボールディ山からの景観
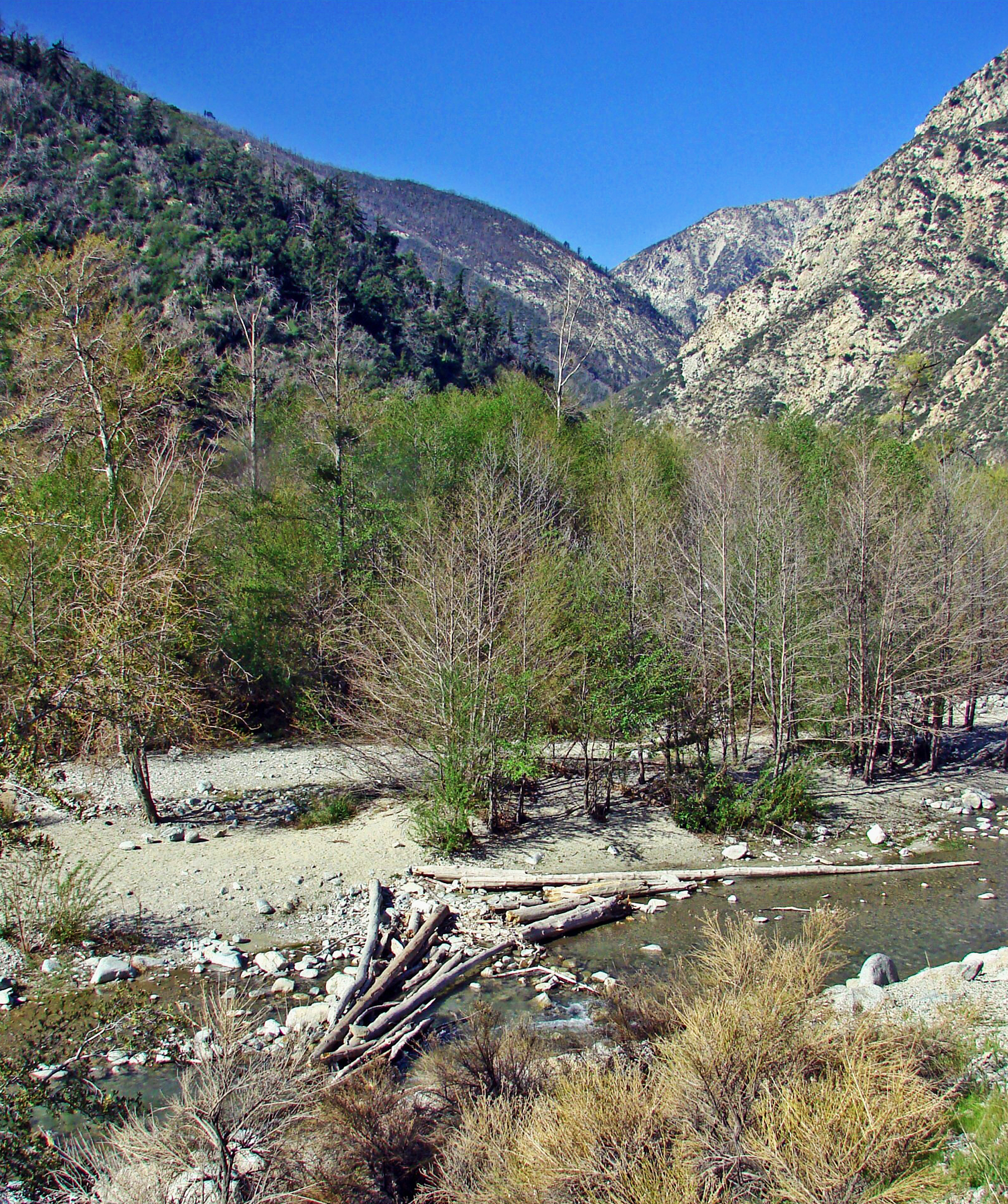
リトル溪谷